# Bodschnurd
Bodschnurd (persisch بجنورد Bojnūrd, auch Bojnurd, Bojnourd oder Bojnord, kurdisch Bocnûrd) ist die Hauptstadt der iranischen Provinz Nord-Chorasan.
Die Stadt ist 701 km von der Landeshauptstadt Teheran entfernt und hat 2012 knapp 197.000 Einwohner.

## Geschichte
Bodschnurd wurde vermutlich von den Safawiden gegründet. Die Stadtmauern umfassten unter anderem vier Moscheen und ebenso viele Stadttore. Vor den Mauern lagen ertragreiche und bewässerte Felder.
1896 und 1929 wurde die Stadt und ihre Umgebung von Erdbeben heimgesucht und weitestgehend zerstört. Beim Wiederaufbau wurden die Straßenzüge im Gittermuster angelegt und man verzichtete auf eine Stadtbefestigung.

## Söhne und Töchter der Stadt
- Abdolhossein Teymurtasch (* 1883, † 3. Oktober 1933), iranischer Politiker.